# Senna Maatoug
Pour les articles homonymes, voir Maatoug.
Senna Maatoug, née le 19 août 1989 à Leyde (Pays-Bas), est une femme politique néerlando-marocaine. Elle est élue à la Chambre des représentants dans les élections générales de 2021 au nom du parti politique GroenLinks le 31 mars 2021.

## Biographie
Senna Maatoug naît et grandit à Leyde et fait ses études de science politique à l'Université de Leyde avant d'étudier l'économie à l'Université d'Utrecht jusqu'en 2013. Elle y obtient un master. Lors de ses études, elle travaille en tant que rédactrice dans le journal Leidsch Dagblad.
Avant d'intégrer le parlement, Maatoug a travaillé dans le conseil social en tant qu'économiste dans le Ministère des Finances. Elle est classée cinquième dans la liste de GroenLinks lors des élections législatives néerlandaises de 2021. Elle a été élue avec un nombre de 19.392 votes en sa faveur.